# Riachinho (Minas Gerais)
Pour les articles homonymes, voir Riachinho.
Riachinho est une municipalité brésilienne de l'État du Minas Gerais et la microrégion de Pirapora.